# Халідія
Халідія — місто в Тунісі. Входить до складу вілаєту Бен-Арус. Станом на 2004 рік тут проживало 6 731 особа.